# Jan Blatný
Jan Blatný (* 24. března 1970 Prostějov) je český lékař – dětský hematolog, vysokoškolský pedagog a politik. Od října 2020 do dubna 2021 byl ministrem zdravotnictví ČR – nestraníkem za hnutí ANO 2011 ve druhé Babišově vládě, za jehož odstoupení podepsal dříve petici Milionu chvilek pro demokracii. Dnes je poradcem ministra zdravotnictví Vlastimila Válka – člena TOP 09 ve vládě Petra Fialy, bývalého kolegy – přednosty Kliniky radiologie a nukleární medicíny Fakultní nemocnice Brno, který jej jako ministra zdravotnictví, z pozice šéfa poslaneckého klubu TOP 09 a šéfa AntiCovid týmu trojbloku Spolu, v období pandemie covidu kritikou nešetřil.

## Profesní kariéra

### Studium
V letech 1988 až 1994 vystudoval všeobecné lékařství na Lékařské fakultě Masarykovy univerzity v Brně, kde získal titul MUDr.

### Pedagogická a publikační činnost
Na Lékařské fakultě brněnské Masarykovy univerzity získal v roce 2005 velký doktorát v oboru pediatrie. V roce 2019 se v oboru pediatrie habilitoval. Na LF MU rovněž vyučuje a je činný v akademických orgánech. Věnuje se dětské neonkologické hematologii a hemostazeologii a publikuje práce ve svém oboru.

### Pracovní život
V letech 1994 až 1997 působil na 2. dětském oddělení Dětské fakultní nemocnice J. G. Mendela v Brně, která se následně transformovala v Dětskou fakultní nemocnici Brno v rámci Fakultní nemocnice Brno. V letech 1997 až 2000 dále působil i v této nové instituci, kdy rotoval mezi 1. dětským oddělením, 2. dětským oddělením, Oddělením klinické hematologie a Oddělením dětské hematologie. V letech 2001 až 2006 pracoval jako konzultant v oboru hematologie a vedoucí kliniky na Oddělení dětské hematologie a Centru trombózy a hemostázy Dětské fakultní nemocnice Brno.
Od září 2006 do června 2008 pak působil v zahraničí. Konkrétně pracoval jako konzultant v oboru hematologie na Oddělení patologie Children's University Hospital (Dětské fakultní nemocnice) na Temple Street v irském hlavním městě Dublinu.
V červenci 2008 se vrátil do Fakultní nemocnice Brno na Oddělení dětské hematologie a biochemie, kde se posléze stal primářem. Od ledna 2020 ve fakultní nemocnici působil také jako zdravotnický náměstek pro pracoviště Dětská nemocnice, po jmenování ministrem zdravotnictví post náměstka opustil.
Je zakládajícím členem spolku Český národní hemofilický program, z. s.
K roku 2024 působí jako klinický lídr pro interní a ambulantní medicínu a primář oddělení hematologie a pediatrie v nově vzniklé Nemocnici Bory na Slovensku.

## Politické působení

### Ministr zdravotnictví České republiky
Dne 23. října 2020, kdy Andrej Babiš vyzval Romana Prymulu k rezignaci z postu ministra zdravotnictví České republiky, se Blatného jméno objevilo jako jméno možného Prymulova nástupce v této funkci. Prezident České republiky Miloš Zeman jej pak přijal dne 27. října 2020 na zámku v Lánech. Prezident republiky ho následně jmenoval do funkce dne 29. října 2020 ve 12 hodin.
V souvislosti s pandemií covidu-19 v Česku v den svého nástupu do funkce zmínil, že bude dbát o transparentnost a sdílení oficiálních dat týkajících se onemocnění, podle kterých se bude dále ve zvládání pandemie postupovat. Zpětně nechal zpřístupnit data, která vláda pro svá rozhodování používala. Internetový portál Českého rozhlasu 6. ledna 2021 uvedl, že poslední zveřejněná data týkající se onemocnění covid-19 pocházejí z konce října 2020.
V pátek 30. října 2020 poprvé vystoupil v Poslanecké sněmovně PČR. Když popisoval výpočet reprodukčního čísla „R“ (tj. hodnoty, která ukazuje, kolik lidí se v průměru nakazí od jednoho pozitivně testovaného) v rámci statistického sledování vývoje onemocnění covid-19, spletl výpočty.
Dne 12. listopadu 2020 ve funkci náměstka ministra zdravotnictví skončil Lubomír Chudoba. Téhož dne měl Chudoba první schůzku s novým ministrem zdravotnictví Janem Blatným, který mu sdělil, že s ním již nadále ve funkci politického náměstka nepočítá.
Dne 1. prosince 2020 rezignoval na funkci národní koordinátor testování na covid-19 a vedoucí laboratorní skupiny při ministerstvu zdravotnictví Marián Hajdúch. Své rozhodnutí zdůvodnil tím, že nechce poskytovat odborné krytí pro politická rozhodnutí, se kterými nesouhlasí.
Na 3. ledna 2021, v době platnosti nejvyššího 5. stupně protiepidemického systému ČR, byl naplánován tradiční společný oběd prezidenta a premiéra republiky. Původně na něj byli pozvány i manželky a děti obou politiků. Po kritice laické i odborné veřejnosti a politiků Andrej Babiš večer 28. prosince 2020 oznámil, že oběd s Milošem Zemanem proběhne bez účasti rodin. Tentýž den odpoledne Jan Blatný tvrdil, že společný oběd podle analýzy ministerstva zdravotnictví není problém, jelikož se měly sejít dvě rodiny v domácím prostředí. Oběd obou ústavních činitelů se nakonec uskutečnil 5. ledna 2021.
Dne 6. ledna 2021 v diskusním pořadu TV Nova Jan Blatný uvedl, že až mu skončí současný mandát na ministerstvu zdravotnictví, tak již o pokračování v politice neuvažuje a nabídku funkce ministra zdravotnictví v nové vládě by již nepřijal.
Dne 19. ledna 2021 odvolal z funkce svou politickou náměstkyni Alenu Šteflovou. Nechala se ve Státním zdravotním úřadu naočkovat přednostně proti onemocnění covid-19.
V diskusním pořadu České televize 24. ledna 2021 Jan Blatný uvedl, že za testování na koronavirus stát v roce 2020 utratil 25 miliard korun. Premiér Babiš o týden později zveřejnil informaci, že ke konci ledna 2021 vyšlo doposud testování na necelých 9 miliard korun.
Dne 25. ledna 2021 na svou funkci rezignoval národní koordinátor pro očkování Zdeněk Blahuta. Jan Blatný uvedl, že tak učinil ze zdravotních důvodů. Na dotaz redaktorky Deníku N, zda je zdůvodnění odchodu zdravotními důvody pouze zástupné, odpověděl Blahuta slovy „Chytré děvče.“ Dále situaci nekomentoval.
Dne 26. ledna 2021 oznámil odchod z funkce náměstek ministerstva zdravotnictví pro zdravotní péči Aleksi Šedo. Jako důvod Jan Blatný uvedl neshody v představách o fungování sekce zdravotní péče. Šedo ke svému odchodu uvedl, že za dobu svého působení mohl s Blatným osobně hovořit jen asi 15 minut, což podle něj pro spolupráci nestačí. Šeda nahradil Vladimír Černý, vedoucí klinické skupiny covid-19 a garant celostátního dispečinku pro koordinaci covidové lůžkové péče.
Prezident republiky Miloš Zeman v rozhovoru 31. ledna 2021 prohlásil, že by si na postu ministra zdravotnictví přál opět Romana Prymulu. Jan Blatný je podle něj odborníkem na dětskou hemofilii, nikoliv na epidemii. Sdělil, že respektuje, jaké ministry si premiér vybere.
Spolu s náměstkem Vladimírem Černým navštívil 4. února 2021 přetíženou nemocnici v Chebu. Jan Blatný téhož dne přislíbil nemocnici tři internisty, kteří měli posílit nemocniční personál. O tři dny později Vladimír Černý v České televizi prohlásil, že „v chebské nemocnici leží relativně velký počet německých občanů, kteří by měli být odesláni do Německa, a to se neděje.“ Mluvčí nemocnice toto vyjádření dementoval s tím, že v zařízení se k onomu dni neléčil jediný německý pacient s onemocněním covid-19. Tři lékaři, které Jan Blatný nemocnici přislíbil, k 10. únoru 2021 do chebské nemocnice nedorazili. Téhož dne Blatný uvedl, že v pátek 12. února dorazí do nemocnice dva armádní lékaři z Univerzity obrany. Starosta Chebu Antonín Jalovec považoval komunikaci ze strany ministra Blatného za nedostatečnou, uvedl, že „jediná přímá komunikace mezi městem a ministerstvem byla má účast na čtvrteční schůzce s ministerským týmem v chebské nemocnici.“
Dne 8. února 2021 Jan Blatný na tiskové konferenci oznámil, že navázal spolupráci s vědeckou Iniciativou Sníh. Dřívější náměty vědecké iniciativy Blatný komentoval slovy, že „věda je krásná věc, ale nechte si své vědecké teze na konferenci, kterou si uspořádáte, až bude po epidemii“. Spoluzakladatel iniciativy Zdeněk Hel od ledna 2021 probírá vývoj pandemie covidu-19 v Česku s premiérem Andrejem Babišem.
Na tiskové konferenci dne 11. února 2021 k uzavření některých okresů Jan Blatný uvedl, že dle sdělení ředitele fakultní nemocnice v Hradci Králové jsou zde pacienti ukládáni na chodbách. Mluvčí nemocnice Blatného slova vyvrátil. Sdělil však, že je nemocnice na hraně kapacity.
Dne 10. března 2021 prezident Miloš Zeman uvedl, že žádá odvolání Jana Blatného a ředitelky Státního ústavu pro kontrolu léčiv Ireny Storové. Důvodem byl jejich postoj k ruské vakcíně Sputnik V a čínské vakcíně společnosti Sinopharm. Premiér Andrej Babiš k věci uvedl, že žádné personální změny v blízké době neplánuje.
Ke 14. březnu 2021 Jan Blatný odvolal svou náměstkyni a hlavní hygieničku Jarmilu Rážovou. Důvod odvolání Blatný odmítl opakovaně komentovat.
Dne 7. dubna 2021 byl odvolán z postu ministra zdravotnictví. Nahradil jej téhož dne dosavadní ředitel Fakultní nemocnice Královské Vinohrady Petr Arenberger. Prezident Zeman uvedl, že Blatný neschválením vakcín z Ruska a Číny škodil České republice a jeho odvolání uvítal. Naopak kritika odvolání Blatného přišla od zástupců většiny opozičních stran.

#### Hodnocení ministerského angažmá
Dle průzkumu agentury Kantar pro Českou televizi v březnu 2021 si v boji s pademiií koronaviru získal důvěru 53 % respondentů, 45 % oslovených jeho kroky hodnotilo negativně a stal se tak nejdůvěryhodnějším politikem čelícím pandemii.

## Postoje

### Podpis pod peticemi Chvilka pro rezignaci a Milion chvilek pro demokracii
V březnu 2018 podepsal i s manželkou petici „Chvilka pro rezignaci“, kterou spustila iniciativa Milion chvilek pro demokracii a která požadovala rezignaci premiéra Andreje Babiše. Pod peticí jsou evidováni pod pořadovými čísly 213613 a 213605. Jan Blatný rovněž figuruje jako petent petice Milion chvilek pro demokracii pod číslem 143223. Na tiskové konferenci k příležitosti nástupu do funkce odmítl potvrdit, zda je podpis jeho. V pozdějším rozhovoru pro Novinky.cz vydaném následujícího dne uvedl, že k tomu neumí nic říct. Deník N však zjistil, že byl podpis potvrzený skrze jeho e-mail, který běžně uvádí v různých odborných spolcích či společnostech. Podepsání petice potvrdil až 30. října večer.

### Zamítání návštěv rodičů u dětských pacientů
Ze své pozice zdravotnického náměstka Fakultní nemocnice Brno se vyjádřil k situacím, kdy nemocnice znemožňovala v období pandemie covidu-19 vstup rodičům do areálu Dětské nemocnice k jejich hospitalizovaným dětem. Doslova uvedl, že „pokud se dítě nachází ve zdravotním stavu, kdy pro jeho zdraví a psychickou pohodu není vyžadován kontakt s osobami blízkými, pak ošetřující lékař může i s ohledem na současnou závažnou hygienicko-epidemiologickou situaci rozhodnout o zamítnutí návštěvy.“ Liga lidských práv prohlášení nemocnice komentovala tak, že se jednalo o velmi závažný zásah do práv zákonných zástupců, který měl dopad na psychiku dětí i na průběh jejich léčby. Dle Ligy mělo v dané situaci docházet ze strany nemocnice k nepochopení práv dětí a rodičů a k represivnímu přístupu. Vládní zmocněnkyně pro lidská práva Helena Válková k věci uvedla, že doprovod hospitalizovaných dětí dostal ze zákazu návštěv ve zdravotnických zařízeních výjimku a „namísto poskytnutí relevantních informací podle zákona se rodičům dostává výmluv, proč naplnění jejich zákonných práv a práv jejich dětí není možné, respektive vhodné.“

### Názor na onemocnění covid-19
Na jaře 2020 v rámci internetových pacientských seminářů týkajících se onemocnění covid-19 z pohledu hemofiliků v jednom semináři uvedl, že onemocnění covid-19 „je trošku horší chřipka a stačí na ni, aby se omezila, zásadně omezila pravděpodobnost šíření, ty nejzákladnější věci.“ Svůj názor výrazně nerevidoval ani v říjnu 2020. Vyzýval však k nošení roušek, k dodržování hygieny a k omezení sociálních kontaktů. Na tiskové konferenci svolané při příležitosti jeho uvedení do úřadu ministra zdravotnictví uvedl, že na svém výroku trvá, že virus způsobující onemocnění covid-19 je ze stejné kategorie jako chřipka, avšak mnohem závažnější.
Svým postojem k onemocnění a nezastáváním tvrdých restrikcí se dostal do názorového rozporu s Českou lékařskou komorou. Prezident komory Milan Kubek požadoval na konci října 2020 další zpřísnění opatření. Uvedl, že opatření v České republice jsou nesrovnatelně mírnější než na jaře 2020 při současně nesrovnatelně vážnější situaci.
Dne 10. ledna 2021 Jan Blatný na svém twitterovém účtu ohledně testování na onemocnění covid-19 uvedl, že „Česká republika testuje opravdu hodně.“ Bývalý národní koordinátor testování na covid-19 a vedoucí laboratorní skupiny při ministerstvu zdravotnictví Marián Hajdúch oponoval, že v přepočtu na milion obyvatel patří Česká republika k nejméně testujícím zemím v EU.
Dne 24. ledna 2021 Jan Blatný v České televizi zmínil, že přímo na covid-19 zemřela třetina z více než 15 000 všech zemřelých v České republice od začátku pandemie, u nichž bylo onemocnění diagnostikováno. V debatě mu oponoval prezident ČLK Milan Kubek. Kubek sdělil, že 15 000 zemřelých je národní tragédií, od listopadu 2020 se celkový počet úmrtí v České republice zvedl na dvojnásobek a upozornil, že tisíce lidí zemřelo v domácím prostředí, u nichž se diagnóza vůbec nestanovovala. Blatného vyjádření rozporovali tentýž den i ministr vnitra Jan Hamáček a poslankyně Olga Richterová. Prezident České stomatologické komory Roman Šmucler na svém facebookovém profilu uvedl, že „pan ministr odvážně řekl pravdu“. Šéfredaktor Zdravotnického deníku Tomáš Cikrt označil výroky ministra Blatného za „kolosální přešlap“. Molekulární imunolog Václav Hořejší 25. ledna 2021 v Televizních novinách uvedl, že slova ministra Blatného jsou větším pochybením než pochybení Romana Prymuly, za které byl odvolán z funkce ministra zdravotnictví. V návaznosti na slova Jana Blatného ohledně počítání zemřelých prohlásil imunolog Zdeněk Hel z Iniciativy Sníh, že Blatný a jeho okruh spolupracovníků nerozumí kontrole pandemie a virových onemocnění a vedení rezortu zdravotnictví nezvládá.
Dne 26. ledna 2021 Jan Blatný pro ČTK uvedl, že britská mutace koronaviru se v České republice zatím nešíří komunitně. K 28. lednu již byla britská mutace potvrzena v šesti krajích, v dalších dvou krajích bylo na britskou mutaci podezření. Dne 10. února bylo uveřejněno, že na začátku ledna 2021 byla na Trutnovsku britská varianta koronaviru zastoupena ve více než 60 procentech zkoumaných vzorků, na Náchodsku ve 45 procentech.

### Očkování proti onemocnění covid-19
Ministerstvo zdravotnictví si 30. listopadu 2020 objednalo u vydavatelství MAFRA a Borgis, celoplošných rádií, zdravotnických a odborných serverů inzerci na podporu očkování proti covidu-19. Kampaň byla posléze pro svůj obsah i vizuální podobu kritizována odborníky i širokou veřejností. Premiér Andrej Babiš k věci uvedl, že ministerstvo „musí připravit nějakou kampaň. Doufejme, že bude vypadat jinak než ten inzerát, který jsem viděl, který byl úplně katastrofální.“ Zároveň Babiš uvedl, že má kampaň zpoždění.
V souvislosti s očkováním proti onemocnění covid-19 na začátku roku 2021 tvrdil, že očkovaný člověk není infekční a nemůže nakazit své okolí. Poradce premiéra Roman Prymula oponoval, že vakcína bude chránit před hospitalizací a těžšími případy, nikoliv však proti inaparentním formám. V odpovědi na dotaz exministra zdravotnictví Adama Vojtěcha v Poslanecké sněmovně nakonec Blatný svůj postoj změnil a uvedl, že prozatím nelze spolehlivě říci, zda bude očkovaný člověk dále částečně vylučovat virus.
Dne 16. prosince 2020 Jan Blatný oznámil, že Česká republika nepotřebuje velkokapacitní očkovací centra. Andrej Babiš 12. ledna 2021 informoval, že první velkokapacitní očkovací centrum bude vybudováno v O2 areně v Praze-Libni. Prostory byly státu nabídnuty zdarma. O šest dní později vláda umístění očkovacího centra v O2 areně schválila.
Dne 27. ledna 2021 ministerstvo zdravotnictví prostřednictvím své mluvčí doporučilo, aby bylo kvůli výpadkům dodávky vakcíny na dva týdny přerušeno podávání první dávky vakcíny a aby byly pozastaveny rezervace k očkování. Později téhož dne Jan Blatný i Andrej Babiš doporučení dementovali. Jan Blatný v České televizi řekl, že podle něj není situace s nedostatkem vakcín tak vážná, aby bylo potřeba očkování úplně přerušit.
Dne 28. ledna 2021 se ministerstvo zdravotnictví připojilo ke kampani, kterou inicioval Úřad vlády České republiky, na sociální síti TikTok. Kampaň si kladla za cíl vyvracet dezinformace o očkování proti covidu-19, cena kampaně měla být 500 000 Kč. Influenceři, kteří v kampani vystupovali, po kritice částku na kampaň odmítli.

### Potraty polských žen v Česku
Polský ústavní soud v říjnu 2020 rozhodl, že umělé přerušení těhotenství z důvodu poškození plodu odporuje ústavě. Jan Blatný v únoru 2021 uvedl, že podle zákona č. 66/1986 Sb. o umělém přerušení těhotenství, který zakazuje českým nemocnicím provádět interrupce cizinkám, by byla pomoc polským ženám, které by chtěly interrupci podstoupit v Česku, trestným činem. Blatného argumentace se odklání od dosavadní české praxe vycházející z evropské směrnice o přeshraniční zdravotní péči, jež garantuje „zákaz diskriminace z důvodu státní příslušnosti“. Dne 18. února 2021 ministerstvo právní výklad Jana Blatného popřelo. Dle vyjádření resortu zdravotnictví mohou všechny občanky Evropské unie přijet do České republiky na legální potrat.

## Osobní život
Otec Jana Blatného byl bratrancem básníka Ivana Blatného.
Jan Blatný je ženatý, má tři děti. S manželkou Danou žijí v obci Jinačovice v okrese Brno-venkov.